# Tim Marshall
Timothy ("Tim") Marshall (8 juli 1988) is een Noord-Iers voetbalscheidsrechter. Hij was in dienst van FIFA en UEFA tussen 2015 en 2019. Ook leidt hij wedstrijden in de NIFL Premiership.
Op 2 juli 2015 debuteerde Marshall in Europees verband tijdens een wedstrijd tussen Sant Julià en Randers in de voorronde van de UEFA Europa League; het eindigde in 0–1 en Marshall gaf twee spelers één gele kaart, één speler twee gele kaarten en één speler een rode kaart. Zijn eerste interland floot hij op 13 november 2015, toen Luxemburg met 1–0 won van Griekenland door een doelpunt van Aurélien Joachim. Tijdens dit duel gaf Marshall een gele kaart aan de Griekse middenvelder Andreas Samaris.

## Interlands
| Datum            | Plaats               | Wedstrijd                  | Uitslag | Competitie        | Kreeg geel | Kreeg voor de tweede keer geel en dus rood | Weggestuurd |
| ---------------- | -------------------- | -------------------------- | ------- | ----------------- | ---------- | ------------------------------------------ | ----------- |
| 13 november 2015 | Oberkorn, Luxemburg  | Luxemburg – Griekenland    | 1 – 0   | Vriendschappelijk | 1          | 0                                          | 0           |
| 4 juni 2017      | Luxemburg, Luxemburg | Luxemburg – Albanië        | 2 – 1   | Vriendschappelijk | 1          | 0                                          | 0           |
| 20 maart 2019    | Wrexham, Wales       | Wales – Trinidad en Tobago | 1 – 0   | Vriendschappelijk | 2          | 0                                          | 0           |